# Пазиан-ди-Прато
Пазиан-ди-Прато (итал. Pasian di Prato) —  коммуна в Италии, располагается в регионе Фриули-Венеция-Джулия, в провинции Удине.
Население составляет 9187 человек (2008 г.), плотность населения составляет 575 чел./км². Занимает площадь 16 км². Почтовый индекс — 33037. Телефонный код — 0432.
Покровителем коммуны почитается святой апостол Иаков Старший, празднование 25 июля.

## Демография
Динамика населения:

## Администрация коммуны
- Официальный сайт: http://www.pasian.it/